# Observatorio Astronómico (Pasto)
Das Observatorio Astronómico („Astronomisches Observatorium“) ist ein Observatorium mit Universitätssternwarte der Universidad de Nariño in Pasto, Kolumbien.

## Geschichte und Funktion
Das Observatorio Astronómico wurde im März 2002 in Pasto gegründet.
Die Sternwarte verfügt über eine Kuppel mit einem Durchmesser von etwa 4,5 Metern und einen Zuschauerraum. Sie ist ausgerüstet mit einem Newton-Spiegelteleskop Meade f/4 von 16 Zoll, mit einem CGE Pro 1400 Celestron-Teleskop (äquatorial/14"-f/11), einem 14 Zoll Meade-Roboterteleskop LX200GPS, zwei 8 Zoll Meade-Roboterteleskopen LX200GPS, einem Newton-Spiegelteleskop Celestron vom 8-Zoll-Dobson-Typ und einem Coronado-Sonnenteleskop. Sie verfügt über mehrere Digitalkameras sowie ein digitales Spektrometer SBIG, ein hochauflösendes Spektrometer Shelyak und einen „Jove“-Empfänger zur Analyse der von Jupiter und der Sonne ausgesendeten Radiosignale. Das Observatorium beteiligte sich am Small Telescope Science Program des Deep Impact-Projekts der NASA. Das Observatorium fotografierte einige Asteroiden schwacher Helligkeit. Im Jahr 2008 erhielt das Observatorium vom Minor Planet Center den internationalen Code H78 und seine Daten erscheinen auf der Webseite von NEODyS-2. Das Observatorium beteiligt sich am Hubble-Weltraumteleskop.
Ein Neubau des Observatorio ist auf der Kuppe Loma del Centenario nahe der Innenstadt geplant.